# Perdaxius
Perdaxius är en ort och kommun i provinsen Sydsardinien i regionen Sardinien i sydvästra Italien. Kommunen hade 1 423 invånare (2017).